# Amitriptylinoxid
Amitriptylinoxid (Amitryptilin-N-oxid)  ist ein Arzneistoff aus der Gruppe der Trizyklischen Antidepressiva, welcher eingesetzt wird, um Depressionen und Angst zu lindern und um Schlafstörungen zu behandeln.

## Toxikologie
Bei einer Studie im Jahr 1998 mit verschiedenen Säugetieren wie Hunden, Meerschweinchen, Mäusen, Kaninchen und Ratten zeigte Amitriptylinoxid eine mittlere bis geringe Toxizität mit oralen LD50-Werten zwischen 330 mg·kg−1 und 1800 mg·kg−1. Bei intravenöser Gabe wurden Werte zwischen 25 mg·kg−1 und 87 mg·kg−1 ermittelt. Alle Tiere zeigten Schläfrigkeit und generell gedämpfte Aktivität.
Amitriptylinoxid wirkt ähnlich wie Amitriptylin.

## Handelsnamen
Monopräparate
Equilibrin (D), sowie Generikum